# Haloformreactie
Met behulp van de haloformreactie is het mogelijk de haloformen te maken op basis van ketonen met de keto-groep op de 2-plaats. De reactieomstandigheden vragen een basisch milieu en de aanwezigheid van een halogeen. Als tweede product ontstaat een carbonzuur met één koolstofatoom minder dan het uitgangsketon.
De haloformen zijn:
- Fluoroform (trifluormethaan)
- Chloroform (trichloormethaan)
- Bromoform (tribroommethaan)
- Jodoform (tri-joodmethaan)

## Voorbeeld
Een voorbeeld van de haloformreactie is de vorming van jodoform uit butanon en di-jood:
{\displaystyle \mathrm {C_{4}H_{8}O\ +\ 3\ I_{2}\ +\ 4\ OH^{-}\longrightarrow \ CH_{3}CH_{2}COO^{-}\ +\ CHI_{3}\ +\ 3\ H_{2}O\ +\ 3\ I^{-}} }

## Toepassing
Voordat de instrumentele technieken (massaspectrometrie, NMR) geïntroduceerd werden was deze reactie belangrijk bij het vaststellen of een verbinding een 2-keton was. De onbekende verbinding werd geroerd met een basische jood-oplossing (een oplossing van di-jood en natriumhydroxide). Het ontstaan van het vaste en slecht in water oplosbare (en dus goed waarneembare) jodoform was het bewijs voor dit structuurelement.

## Synthese van haloformen
Als (industriële) productiemethode van de haloformen is deze reactie niet belangrijk. Het gemak waarmee de verbindingen uit methaan (aardgas) gemaakt kunnen worden en het als bijproduct ontstane carboxylaat zijn daar debet aan.

## Reactiemechanisme
Opvallend is dat in dit geval het waterstofatoom steeds onttrokken wordt aan het koolstofatoom met het halogeen. Dit in tegenstelling de Favorski-omlegging, waar het waterstofatoom juist onttrokken wordt aan het koolstofatoom dat geen halogeen draagt.